# Lista de episódios de ThunderCats (2011)
Esta é uma lista de episódios do desenho ThunderCats (2011), um reboot da série da década de 1980.

## 1ª Temporada
| # | Título em Português Subtítulo em Inglês                        | Estreia                | Estreia                                                         |
| --- | -------------------------------------------------------------- | ---------------------- | --------------------------------------------------------------- |
| 1 | "Presságios - Parte Um" "Omens - Part One"                     | 29 de julho de 2011    | 30 de abril de 2012 (Cartoon Network) 25 de junho de 2012 (SBT) |
| Nesta nova versão os Thundercats formaram no Terceiro Mundo, um império chamado Thundera. Eles vivem em guerra com os lagartos, liderados por Escamoso. Lion-O é o jovem príncipe herdeiro escolhido pela Espada Justiceira (na qual está encravado o olho de Thundera) para ser o sucessor do reino. Porém seu pai, Rei Claud-Us, estranha as atitudes de seu filho, o qual se distrai com tecnologias desconhecidas para os gatos. As lendas dizem que os antepassados dos Thundercats possuíam avançada tecnologia e venceram o feiticeiro Mumm-Ra, ficando livres para fundar o reino de Thundera. Entretanto, a tecnologia se perdeu e muitos até duvidam das lendas. O rei Claudius tinha enviado seus dois melhores oficiais, Panthro e Grune, em uma longa busca pelo Livro dos Presságios, cujos segredos podem esclarecer o passado de sua raça. Grune retorna ao reino, sendo recebido por Claudius. É feito uma festa em homenagem ao retorno do guerreiro e à suposta "morte" honrosa de Panthro. |                                                                |                        |                                                                 |
| 2 | "Presságios - Parte Dois" "Omens - Part Two"                   | 29 de julho de 2011    | 1 de maio de 2012 (Cartoon Network) 26 de junho de 2012 (SBT)   |
| No dia seguinte à festa, Thundera é invadida sob comando de Mumm-Ra e seu novo aliado, que ofereceram a antiga tecnologia aos lagartos para construir armas superiores e aniquilarem Thundera, vencendo a guerra e destruindo o lar dos felinos. Em um ataque fulminante, eles exterminam os Thunderians e matam o rei Claud-Us. Lion-O e Tygra sobrevivem, auxiliados pelo sábio Jaga e sua aluna, Cheetara. Jaga os orienta a encontrarem o Livro dos Presságios, o qual poderá ajuda-los a vencer Mumm-ra, em seguida o mestre se sacrifica para que tenham tempo de fugir do exército dos lagartos. |                                                                |                        |                                                                 |
| 3 | "Ramlak Ressurge" "Ramlak Rising"                              | 05 de agosto de 2011   | 2 de maio de 2012 (Cartoon Network) 27 de junho de 2012 (SBT)   |
| Wilykit e Wilykat se unem a Lion-O, Tygra, Cheetara e Snarf, que estão em uma missão de encontrar o Livro dos Presságios e encontram no caminho Koinelius Tunar, um capitão em um mar de areia, que está obcecado por vingança contra um vilão, tanto quanto um de seus visitantes está por Mumm-Ra. |                                                                |                        |                                                                 |
| 4 | "A Canção dos Petalars" "Song of Petalars"                     | 12 de agosto de 2011   | 3 de maio de 2012 (Cartoon Network) 28 de junho de 2012 (SBT)   |
| Os lagartos, liderados por Escamoso, estão perseguindo os gatos, quando Lion-O tem a ideia de se esconder em árvores de espinhos, onde conhecem os Petalars, um povo que está em uma constante procura. O general Panthro surge e ajuda os Thundercats. |                                                                |                        |                                                                 |
| 5 | "Velhos Amigos" "Old Friends"                                  | 19 de agosto de 2011   | 6 de abril de 2012 (SBT) 4 de maio de 2012 (Cartoon Network)    |
| Panthro que havia sobrevivido e usado a tecnologia ancestral para construir o poderoso Thundertank, agora precisa de Thundrillium como combustível, e conta com "seu rei" para poder conseguir o que for necessário. Durante a jornada, conhecemos a história de Panthro e Grune. |                                                                |                        |                                                                 |
| 6 | "A Jornada à Torre da Justiça" "Journey to the Tower of Omens" | 26 de agosto de 2011   | 7 de maio de 2012 (Cartoon Network) 02 de julho de 2012 SBT     |
| Os ThunderCats passam por uma série de armadilhas para chegar à Torre da Justiça e conseguir o Livro dos Presságios, mas Mumm-Ra aparece para impedi-los.Jaga toma uma decisão mortalmente vital. |                                                                |                        |                                                                 |
| 7 | "O Legado" "Legacy"                                            | 02 de setembro de 2011 | 28 de janeiro de 2012 (SBT) 8 de maio de 2012 (Cartoon Network) |
| Depois de conseguirem o livro, a alma de Lion-O entra dentro do mesmo e com isso se conhece a antiga história dos antepassados dos animais (gatos, lagartos, chacais, simianos, etc. Dentre eles, Leo, tetraavô de Lion-O), da busca de Mumm-Ra pelo olho de Thundera e de como todos chegaram ao Terceiro Mundo. |                                                                |                        |                                                                 |
| 8 | "O Guerreiro e o Andarilho" "The Duelist and the Drifter"      | 9 de setembro de 2011  | 9 de maio de 2012 (Cartoon Network) 04 de julho de 2012 (SBT)   |
| Lion-O e Snarf vão em busca de mantimentos em uma vila, mas para conseguir dinheiro, Lion-O teve que participar de uma competição. Isso acaba chamando a atenção de um famoso duelista e caçador de espadas direto para a Espada Justiceira. Convidado para um duelo, Lion-o perde sua arma. Mas não se contenta até recuperar sua espada, e conta com a ajuda de um tranquilo andarilho. |                                                                |                        |                                                                 |
| 9 | "Berbils"                                                      | 28 de outubro de 2011  | 10 de maio de 2012 (Cartoon Network) 5 de julho de 2012 (SBT)   |
| O Thundertank quebra e os Berbils os ajudam a consertar. Em compensação, os Thundercats defendem os Berbils de um inimigo. |                                                                |                        |                                                                 |
| 10 | "Visão Além do Alcance" "Sight Beyond Sight"                   | 04 de novembro de 2011 | 11 de maio de 2012 (Cartoon Network) 6 de julho de 2012 (SBT)   |
| Descobre-se que a Pedra do Espirito se encontra na aldeia do Clã dos Elefantes. Durante a estadia, Lion-O e os Thundercats aprendem com os mestres locais sobre algumas peculiaridades e o rei dos gatos aprende a manejar melhor a Espada Justiceira. Com a ajuda da mesma, é indicado a ir em busca de respostas na Floresta de Magi Oar. |                                                                |                        |                                                                 |
| 11 | "A Floresta de Magi Oar" "Forest Of Magı Oar"                  | 11 de novembro de 2011 | 14 de maio de 2012 (Cartoon Network) 9 de julho de 2012 (SBT)   |
| Os magos locais auxiliam Lion-O na busca da pedra, sob condição de ajudar a eliminar um "vilão". A Espada Justiceira acaba mostrando a verdade a Lion-O. Cheetara consegue um bastão mágico. |                                                                |                        |                                                                 |
| 12 | "O Plano Astral" "Into the Astral Plane"                       | 18 de novembro de 2011 | 15 de maio de 2012 (Cartoon Network) 10 de julho de 2012 (SBT)  |
| Agora sabendo a real localização da pedra, os Thundercats voltam à aldeia, onde na ausência deles, os elefantes sofrem com uma invasão de Grune e os lagartos que também sabem da pedra. Lion-O e sua equipe conseguem se infiltrar na aldeia, onde o mesmo é alertado de uma visão futura que pode lhe decepcionar. Tygra e Lion-O entram em um portal para o Plano Astral. |                                                                |                        |                                                                 |
| 13 | "Entre Irmãos" "Between Brothers"                              | 25 de novembro de 2011 | 16 de maio de 2012 (Cartoon Network) 19 de maio de 2012 (SBT)   |
| A briga, dentro e fora do Plano Astral se intensifica, principalmente com a chegada de Mumm-ra, que fará de tudo para ter as pedras. E Panthro também fará de tudo para auxiliar os Thundercats, mesmo que lhe custe a vida. Descobre-se que a Pedra do Espírito está em um lugar onde eles menos podem imaginar, e que a visão sobre Lion-O era verdadeira (ou quase). |                                                                |                        |                                                                 |
| 14 | "Novas Alianças" "New Alliances"                               | 24 de março de 2012    | 17 de maio de 2012 (Cartoon Network) 12 de julho de 2012 (SBT)  |
| Mumm-Ra decide fortalecer o seu exército contratando dois guerreiros sanguinários para serem seus generais. |                                                                |                        |                                                                 |
| 15 | "Provas de Lion-O - Parte Um" "Trials of Lion-O - Part One"    | 31 de março de 2012    | 18 de maio de 2012 (Cartoon Network) 13 de julho de 2012 (SBT)  |
| Ao tentar localizar mais uma pedra com a ajuda do Livro das Profecias, os Thundercats, sofrem uma emboscada pelos novos generais de Mumm-Ha, onde perdem a batalha e Lion-O morre. Mas com a ajuda da Pedra do Espírito consegue ter mais uma chance de voltar a vida, precisando passar por desafios e vence-los para provar ser dígno. |                                                                |                        |                                                                 |
| 16 | "Provas de Lion-O - Parte Dois" "Trials of Lion-O - Part Two"  | 07 de abril de 2012    | 21 de maio de 2012 (Cartoon Network) 16 de julho de 2012 (SBT)  |
| Ao chegar no seu último e mais difícil desafio ( personificado pelo seu irmão Tygra), Lion-O perde a chance para voltar a vida e salvar seus amigos que foram capturados por Mumm-Ra. Ele faz um acordo para voltar ao seu corpo por um breve período e tem até o pôr do sol para salvar seus amigos das garras de Mumm-Ra. |                                                                |                        |                                                                 |
| 17 | "O Filho da Terra" "Native Son"                                | 14 de abril de 2012    | 22 de maio de 2012 (Cartoon Network) 17 de julho de 2012 (SBT)  |
| Tygra reencontra seu verdadeiro pai que o abandonou e descobre a verdade sobre seu clã e porque ele ainda esta vivo. |                                                                |                        |                                                                 |
| 18 | "Sobrevivência do Mais Forte" "Survival of the Fittest"        | 21 de abril de 2012    | 23 de maio de 2012 (Cartoon Network) 18 de julho de 2012 (SBT)  |
| Wileykat e Wileykit são os protagonistas desta história, onde mostra a história dos dois antes da aventura. |                                                                |                        |                                                                 |
| 19 | "A Cova" "The Pit"                                             | 28 de Abril de 2012    | 19 de Julho de 2012 (SBT)                                       |
| Lion e seus Amigos Chegam á uma Cidade Pacata , Onde Encontra uma Nova Thundercat , Enquanto isso Willeykat e Willeykit tentam Recuperar seus Objetos Roubados. |                                                                |                        |                                                                 |
| 20 | "A Maldição de Ratilla" "Curse of Ratilla"                     | 05 de Maio de 2012     | 20 de Julho de 2012 (SBT)                                       |
| Lion Agora tem uma Nova Missão salvar os Gatos Aprisionados na Torre Obscura. |                                                                |                        |                                                                 |
| 21 | "O Nascimento das Espadas" "Birth of the Blades"               | 12 de Maio de 2012     | 23 de Julho de 2012 (SBT)                                       |
| Em posse da Espada de Plandar, os Thundercats estão cercados pelos lagartos. Lion e sua nova súdita tentam despistar o exército inimigo levando a espada através da caverna, ao tempo em que é contada a história da tal espada que pertencia a Mumm-ra. A dupla é encontrada por Mumm-ra que tenta tomar a espada, e faz Pumyra de refém. Lion troca a Espada de Plandar pela gata. |                                                                |                        |                                                                 |
| 22 | "A Bolsa Eterna" "The Forever Bag"                             | 19 de Maio de 2012     | 24 de Julho de 2012 (SBT)                                       |
| Em pacata,Willeykat e Willeykit ainda tentam recuperar seus objetos.Toki os leva para dentro de uma bolsa mágica retirada do plano astral,lá dentro eles descobrem outros subordinados de Toki e tudo os que eles roubam.É revelado que toki não é o que eles imaginavam. |                                                                |                        |                                                                 |
| 23 | "Receita para o Desastre" "Recipe for Disaster"                | 26 de Maio de 2012     | 25 de Julho de 2012                                             |
| Os Thundercats precisam da ajuda de um vendedor de óleo de cobra chamado Ponzie para derrotar a mais recente forma monstruosa de Mumm-ra. |                                                                |                        |                                                                 |
| 24 | "O Capturador de Almas" "The Soul Sever"                       | 02 de Junho de 2012    | 26 de Julho de 2012 (SBT)                                       |
| Ao tentar descobrir a localização da próxima pedra, os ThunderCats cruzam com um homem louco, Soul Sever, que está tentando inserir em máquinas as almas de sua velha família. |                                                                |                        |                                                                 |
| 25 | "Além das Nuvens, Parte 1" "What Lies Above, Pt. 1"            | 09 de Junho de 2012    | 27 de Julho de 2012 (SBT)                                       |
| O livro de Omens lidera os Thundercats a uma cidade no céu governada por pássaros. |                                                                |                        |                                                                 |
| 26 | "Além das Nuvens, Parte 2" "What Lies Above, Pt. 2"            | 16 de Junho de 2012    | 30 de Julho de 2012 (SBT)                                       |
| Os ThunderCats devem impedir que Mumm-Ra obtenha a Pedra da Tecnologia. |                                                                |                        |                                                                 |